# Chỉ số thông minh

Một loại vật phẩm kiểm tra IQ, được mô phỏng theo các vật phẩm trong bài kiểm tra Ma trận tiến bộ của Raven

Chỉ số thông minh, hay IQ (viết tắt của Intelligence quotient trong tiếng Anh), là một khái niệm được nhà khoa học người Anh Francis Galton đưa ra trong cuốn sách Hereditary nius xuất bản vào cuối thế kỷ 19. Sau đó, nó được học trò của ông là J.Cattell và nhà tâm lý học người Pháp Alfred Binet phát triển bằng việc thảo ra những bài trắc nghiệm để kiểm tra năng lực Logic của trẻ khi đi học. Binet nhận thấy rằng có mối liên hệ giữa khả năng học của một học sinh với kết quả bài trắc nghiệm của ông. Sau đó không lâu, nhà tâm lý học người Mỹ Giáo sư Lewis Terman (Giảng viên trường đại học Standford) đã phát triển bài trắc nghiệm gồm những câu phức tạp hơn để dùng cho người trưởng thành và đặt tên là bài trắc nghiệm chỉ số thông minh Stanford-Binet; nó nhanh chóng trở nên thông dụng trên khắp nước Mỹ, bùng phát mạnh vào năm 1917 khi nước Mỹ bước vào chiến tranh thế giới thứ nhất.

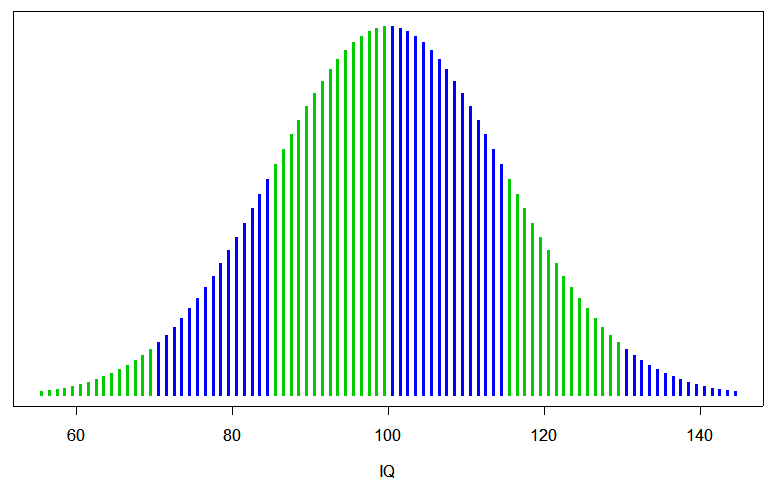
Sự phân bố IQ trên người. Chỉ số IQ 100 tương ứng với mức thông minh trung bình của người.

Chỉ số IQ thường liên quan đến khả năng logic,ngôn ngữ và không gian , người có IQ cao thường có khả năng lập luận, phân tích các vấn đề, thích tổng hợp và phân tích để tìm ra bản chất và quy luật của các vấn đề. Nhạy bén trong các vấn đề liên quan về số học, suy diễn các trình tự và tư duy theo phương hướng nguyên nhân – kết quả. Trí thông minh logic – toán học thể hiện sự thông minh với các con số, khả năng suy luận, khả năng hiểu các vấn đề trừu tượng, khả năng xác định nguyên nhân, xâu chuỗi các sự kiện và cả số lượng từ mà người đó sử dụng.Có một số không học giỏi toán và khó đọc dù có chỉ số IQ  cao nguyên nhân có thể do bị chứng khó học toán và Chứng khó đọc
Những nghiên cứu gần đây cho thấy có sự liên quan giữa IQ và sức khỏe, tuổi thọ dài hơn vì họ thường có kiến thức chăm sóc sức khẻo hơn (nhưng tuy nhiên người có IQ cao thường có nguy cơ dễ mất ngủ và khó di truyền cho thế sau vì họ thường nghĩ tới công việc hơn là sinh con)Đặc biệt hơn là người IQ cao thường có chỉ số EQ thấp. . Trên thế giới ghi nhận trường hợp siêu đặc biệt có chỉ số IQ thấp nhưng EQ còn thấp rất nhiều như

## Hiệu ứng Flynn
Trên toàn thế giới, chỉ số IQ sẽ tăng một cách chậm, còn được biết đến với tên gọi hiệu ứng Flynn (1999). Hiệu ứng Flynn đã được quan sát từ rất lâu nhưng rất khó để giải thích. Tuy nhiên, những bài kiểm tra trí thông minh luôn được điều chỉnh lại để điểm trung bình luôn là 100, ví dụ WISC-R (1974), WISC-III (1991) và WISC-IV (2003). Vì vậy, có thể nói rất khó so sánh chỉ số IQ với nhiều năm trước.
Nhưng chúng ta vẫn chưa thể khẳng định chắc chắn những sự thay đổi đó thể hiện chính xác sự thông minh dần thêm của con người. Trung bình chỉ số IQ trong một đời người hầu như không tăng hay giảm. Tuy nhiên vẫn có một ít người trải qua những sự thay đổi rất lớn. Ví dụ như trong một số tài liệu, một số chứng bệnh ảnh hưởng học tập có thể ảnh hưởng gây giảm chỉ số IQ rất lớn.

## Sự liên quan IQ

### Chủng tộc và trí thông minh

Chỉ số IQ của các nhóm người khác nhau trên thế giới vào năm 1981. Chú thích: người châu Á: xanh dương; châu Âu: cam, Tây Ban Nha: xanh lá cây; châu Phi: vàng

Trong khi chỉ số IQ của một cá thể trong những xã hội được phân bố trên cùng một thang IQ, nhưng những nhóm người khác nhau sẽ có những thang IQ có vị trí khác nhau. Trong khi người Do Thái và Đông Á có khu vực phân bố thang IQ cao hơn người châu Âu, trong khi những người Latin và ở vùng hạ Sahara lại có khu vực phân bố thang IQ thấp hơn. Rất nhiều những nghiên cứu đang được tiến hành nhằm tìm hiểu nguyên nhân của sự phân bố IQ như thế, lý do của việc đó và độ chính xác của những bài kiểm tra IQ. Một số nhà khoa học cho rằng đó là do sự khác nhau trong những điều kiện kinh tế xã hội nhưng giả thiết trên vẫn chưa được chấp nhận hoàn toàn.

### Giới tính và trí thông minh
Vào năm 1999, một nghiên cứu của Richard Lynn, giáo sư danh dự tại Đại học Ulster - một trong những học giả nổi tiếng nhất của Anh, trong đó ông đã phân tích số liệu từ một số bài test được xuất bản trước đó và phát hiện ra rằng chỉ số IQ trung bình của nam giới cao hơn của nữ giới khoảng 3-4 điểm IQ. Các phân tích quy mô lớn của Lynn thực hiện năm 2004 khảo sát sự khác biệt giới cũng chỉ ra nam giới có chỉ số IQ trung bình cao hơn nữ là 5.0 điểm IQ. Do vậy, nam giới phù hợp với những nhiệm vụ có độ phức tạp cao hơn là phụ nữ. Số đàn ông có chỉ số IQ cao sẽ lớn hơn rất nhiều so với phụ nữ, Richard Lynn cho biết số đàn ông có IQ cao hơn 130 nhiều gấp 3 lần so với phụ nữ, và số đàn ông có IQ cao hơn 145 nhiều gấp 5,5 lần so với phụ nữ. Điều này giải thích tại sao phần lớn các giải Nobel, các phát minh khoa học hoặc các Đại kiện tướng cờ vua thuộc về nam giới.
Trong một nghiên cứu khác bởi Rushton phát hiện nam giới ở độ tuổi 17 - 18 tuổi có chỉ số IQ trung bình cao hơn 3,63 điểm so với nữ.. Một nghiên cứu năm 2009 đo được khoảng cách là 3-5 điểm IQ cao hơn nghiêng về nam giới.

### Tuổi tác và IQ
Tùy vào độ tuổi mà IQ thể thay đổi ở một mức độ nào đó trong suốt thời thơ ấu. Tuy nhiên, trong một nghiên cứu dài hạn, điểm số IQ trung bình của các bài kiểm tra ở độ tuổi 17 và 18 tương quan với r = 0,86 với điểm trung bình của các bài kiểm tra ở độ tuổi năm, sáu và bảy và tại r = 0,96 với điểm trung bình của các bài kiểm tra tại tuổi 11, 12 và 13.
Các báo cáo cho thấy sự suy giảm IQ theo tuổi sau khi bắt đầu trưởng thành. Tuy nhiên, các nhà nghiên cứu sau đó đã chỉ ra hiện tượng này có liên quan đến hiệu ứng Flynn và một phần là hiệu ứng đoàn hệ chứ không phải là do hiệu ứng lão hóa. Một loạt các nghiên cứu về IQ và lão hóa đã được thực hiện kể từ khi định mức của Thang đo trí thông minh Wechsler đầu tiên thu hút sự chú ý đến sự khác biệt IQ ở các nhóm tuổi khác nhau của người trưởng thành. Sự đồng thuận hiện nay là trí thông minh chất lỏng thường suy giảm theo tuổi sau khi trưởng thành sớm, trong khi trí thông minh kết tinh vẫn còn nguyên. Cả hai hiệu ứng đoàn hệ (năm sinh của người làm bài kiểm tra) và hiệu ứng thực hành (người làm bài kiểm tra thực hiện cùng một hình thức kiểm tra IQ nhiều lần) phải được kiểm soát để có được dữ liệu chính xác. Không rõ liệu có bất kỳ can thiệp lối sống nào có thể bảo tồn trí thông minh chất lỏng ở tuổi già hay không.

### Sức khỏe và IQ
Một người có trí thông minh cao thường ít bị bệnh tật nặng hơn và sống lâu hơn. Điều đó có thể là bởi vì họ có khả năng né tránh những chấn thương tốt hơn và chăm sóc sức khỏe của mình tốt hơn và mặt khác, họ thường có đời sống kinh tế khá giả hơn. Nó cũng giúp chống lại trầm cảm, tuyệt vọng.
Nghiên cứu ở Scotland cho thấy những người có IQ thấp hơn trung bình 15 điểm có cơ hội mừng sinh nhật thứ 76 của mình thấp hơn 1/5 so với trung bình. Những người có IQ nhỏ hơn 30 điểm thì tỉ lệ đó giảm 37%.

## Di truyền và môi trường tác động lên trí thông minh
Vai trò của di truyền và môi trường tác động lên trí thông minh là một đề tài nghiên cứu từ rất lâu. Khả năng thừa kế của một gene lên thế hệ sau được biểu diễn bằng một số trong khoảng từ 0 đến 1, gọi là hệ số di truyền. Ta có thể hiểu một cách khác là hệ số di truyền là phần trăm khả năng di truyền cho đời sau của một gene. Nghiên cứu ở những cặp sinh đôi và những gia đình có nhận con nuôi là những nơi thường được nghiên cứu nhiều nhất. Cho đến gần đây hệ số di truyền hầu hết chỉ được nghiên cứu ở trẻ em và người ta cho rằng hệ số di truyền trung bình là 0,5. Điều này cho thấy một nửa số trẻ trong nghiên cứu có gene đã biến dị. Phần còn lại được giải thích rằng do tính toán sai hay do yếu tố môi trường. Con số 0,5 cho thấy trí thông minh một phần là do thừa kế từ cha mẹ. Nghiên cứu ở người lớn tuy vẫn chỉ ở những mức rất sơ khai nhưng cũng có những kết quả rất thú vị: hệ số di truyền có thể lên đến 0,8. Hiệp hội tâm lý học Hoa Kỳ vào năm 1995 trong công trình "Intelligence: Knowns and Unknowns" (Trí thông minh: những điều đã biết và chưa biết) kết luận rằng hệ số di truyền là "khoảng 0,75".

### Môi trường
Yếu tố môi trường đóng vai trò rất lớn trong nhiệm vụ xác định trí thông minh trong một số trường hợp. Một chế độ dinh dưỡng hợp lý trong lúc nhỏ được cho là rất quan trọng; sự dinh dưỡng kém có thể làm suy giảm trí thông minh. Một số nghiên cứu khác về yếu tố môi trường còn cho rằng thai phụ trước khi sinh hay cho con bú nếu tiếp xúc với những loại độc tố hay thiếu các vitamin và muối khoáng quan trọng có thể ảnh hưởng đến IQ của đứa bé. Trong xã hội đã phát triển, môi trường trong gia đình có thể tạo ra 25% sự khác biệt. Tuy nhiên, khi lớn lên, điều này hầu như biến mất. Do đó, trong một xã hội đang phát triển càng hiện đại hơn, trí thông minh của con người càng di truyền.
Theo như một số nguồn khác, đối với hầu hết những tính cách khác nhau, trái ngược với những điều được mong đợi, những ảnh hưởng từ môi trường lên những trẻ em được nhận nuôi khác hẳn so với những trẻ em được nuôi bởi chính cha mẹ của chúng. Nói một cách khác, người ta thấy con nuôi có hệ số di truyền trí thông minh vào khoảng 0,32. Tuy vậy, những ảnh hưởng trên hoàn toàn bị xóa bỏ khi đến tuổi trưởng thành.
Những ảnh hưởng của môi trường lên gene cũng được nghiên cứu. Điều này cũng được coi là một yếu tố môi trường, nhưng thay vì xác phụ thuộc của IQ vào gene, người ta nghiên cứu sự phụ thuộc giữa gene vào môi trường. Một trong số những nghiên cứu trên cho rằng 40% sự khác nhau trong một gia đình là do sự biến dị của gene.

### Phát triển
Có nhiều người tin rằng sự ảnh hưởng của gene lên chỉ số IQ càng ngày càng kém quan trọng trong cuộc sống khi con người già đi và học hỏi thêm càng nhiều kinh nghiệm. Thật ngạc nhiên là điều ngược lại lại xảy ra. Đối với trẻ em, hệ số di truyền là 0,2 (20%), một thiếu niên là 0,4 và có thể lên đến 0.8 đối với người lớn.
Những ảnh hưởng của gia đình cũng có vẻ biến mất khi lớn lên. Những trẻ em nuôi sau khi lớn lên có hệ số di truyền hầu như không hề liên quan (gần 0), trong khi những anh chị em cùng cha mẹ thì con số đó là 0,6. Nghiên cứu về những cặp sinh đôi cùng trứng cho thấy con số đó sẽ được nâng lên đến 0,86.

### Sự chậm phát triển trí não
Khoảng 75-80% sự chậm phát triển trí não là do di truyền, và 20-25% còn lại là do những nguyên nhân bên trong cơ thể như sự bất thường ở các nhiễm sắc thể hay chấn thương ở não. Sự chậm phát triển trí tuệ từ nhẹ đến vừa có thể có nguyên nhân là do sự rối loạn của một gene cho đến nhiều nhiễm sắc thể bất thường, có thể bao gồm hiện tượng mất đoạn nhiễm sắc thể. Theo như nhiên cứu trên những cặp sinh đôi, sự kém phát triển trí tuệ từ vừa đến nặng là không do yếu tố di truyền, nhưng dạng nhẹ của bệnh lại là do di truyền. Đó cũng là lý do họ hàng của những người kém phát triển trí tuệ nặng hầu hết đều bình thường còn trong những gia đình có người kém phát triển trí tuệ nhẹ thì có chỉ số IQ thấp hơn hẳn so với mức trung bình.
Bảng chỉ số IQ
- Kém phát triển trí tuệ dạng nhẹ: có IQ từ 50-55 đến 70, trẻ em như thế cần được giúp đỡ nhẹ nhàng.
- Kém phát triển trí tuệ dạng trung bình: có IQ từ 35-40 đến 50-55, trẻ em cần được giúp đỡ nhiều và theo dõi.
- Kém phát triển trí tuệ dạng nặng: có IQ từ 20-25 đến 35-40, trẻ chỉ có thể được dạy các kĩ năng cơ bản trong cuộc sống, cần được theo dõi thường xuyên.
- Kém phát triển trí tuệ dạng rất nặng: có IQ dưới 20-25, thường bị gây ra bởi những vấn đề về hệ thần kinh, rất cần được chăm sóc thường xuyên.

Tỉ lệ mắc chứng kém phát triển trí tuệ ở nam cao hơn ở nữ, ở người da đen cao hơn người khác, theo như một nghiên cứu năm 1991 của Trung tâm Điều khiển và Phòng chống Dịch bệnh (CDC).
Đối với chủng tộc, tỉ lệ chung là 1,66% cho người da đen và 0.68% cho người da trắng. Đối với nam, da đen thì có tỉ lệ cao nhất: gấp 1,7 lần nữ, da đen; 2,4 lần so với nam, da trắng và 3,1 lần so với nữ, da trắng.
Những người có chỉ số IQ dưới 70 ở Hoa Kỳ sẽ được miễn tội tử hình từ năm 2002.

### IQ và sự liên quan đến giáo dục và thu nhập
Nghiên cứu của Tambs cùng những cộng sự (1989) cho thấy rằng bằng cấp đạt được, nghề nghiệp cũng như IQ là di truyền được; và hơn nữa cho thấy rằng gene ảnh hưởng rất lớn lên thành công trong học tập, khoảng 25% nghề nghiệp và gần 50% biến dị về gene lên IQ. Rowe cùng những cộng sự trong công trình nghiên cứu năm 1987 cho rằng sự không đồng đều trong thu nhập và giáo dục đến hầu hết từ gene, và các yếu tố môi trường chỉ có vai trò rất phụ.

### Sự quay lại
Sự di truyền của chỉ số IQ cho thấy khả năng IQ của một đứa trẻ bị ảnh hưởng từ IQ của cha mẹ. Bởi vì chỉ số IQ luôn nhỏ hơn 1 nên chỉ số IQ của đứa trẻ sẽ có xu hướng quay lại về chỉ số IQ chuẩn của dân số chung. Có thể nói, một cặp bố mẹ có chỉ số thông minh cao có nhiều khả năng có những đứa con kém thông minh hơn họ. Trong khi đó, những cặp bố mẹ có chỉ số IQ có chỉ số thông minh thấp lại có xu hướng có những đứa con thông minh hơn. Hiệu ứng trên có thể được biểu diễn bởi công thức:
{\displaystyle {\hat {y}}={\bar {x}}+h^{2}\left({\frac {m+b}{2}}-{\bar {x}}\right)}
Trong đó:
- {\displaystyle {\hat {y}}}: chỉ số IQ dự đoán của đứa bé
- {\displaystyle {\bar {x}}}: chỉ số IQ trung bình của xã hội
- {\displaystyle h^{2}}: hệ số di truyền của chỉ số IQ
- {\displaystyle m} và {\displaystyle b}: chỉ số thông minh của mẹ và bố đứa bé.

Vì vậy, nếu hệ số di truyền là 50%, một cặp có IQ trung bình là 120 và sống trong xã hội có IQ trung bình là 100 thì con của họ có nhiều khả năng có IQ là 110.

## IQ và bộ não

### Kích cỡ bộ não
Những nghiên cứu hiện đại sử dụng kĩ thuật MRI cho thấy kích cỡ bộ não có liên quan đến IQ với một hệ số là khoảng 0,4. Một nghiên cứu trên những cặp sinh đôi do Thompson cùng những cộng sự xuất bản vào năm 2001 cho thấy rằng chất xám có liên quan đến hệ số g và cũng có hệ số di truyền rất cao (một nghiên cứu gần đây cho thấy con số đó là 0,85).

### Những vùng não tương ứng với IQ
Nhiều nguồn thông tin khác nhau cùng đồng ý ở một điểm là não trước đóng một vai trò quyết định trong việc hình thành những "dòng suy nghĩ". Những bệnh nhân có những vấn đề về não trước có kết quả IQ và chất trắng cũng đã được cho là có liên quan mật thiết với trí thông minh tổng quát. Tuy nhiên, những hình chụp mới về bộ não cho thấy điều đó chỉ giới hạn ở vùng hai bên vỏ não trước. Ducan và các đồng sự khi sử dụng phương pháp chụp PET thì xác định phần não dùng để giải quyết các vấn đề liên quan rất lớn đến trí thông minh nằm ở vùng hai bên vỏ não trước. Gần đây hơn, Gray và các cộng sự (2003) đã dùng phương pháp fMRI để chứng minh ở những người có trí thông minh cao thì vùng này có thêm khả năng chống lại những sự mất tập trung. Gray và Thompson (2004) có một bài viết về điều này.

### Cấu trúc bộ não và IQ
Một nghiên cứu bao gồm 307 trẻ em từ 6 đến 19 tuổi bằng cách đo kích cỡ từng phần của bộ não bằng phương pháp MRI và đo các khả năng từ vựng và suy luận đã được thực hiện (Shaw, 2006). Nghiên cứu cho thấy có một sự liên quan nào đó giữa IQ và cấu trúc của vỏ não – những người có trí thông minh cao thường có vỏ não mỏng khi nhỏ và dày dần thêm khi lớn lên.

## Sự hiệu quả thực tế
Bằng chứng về hiệu quả thực tế của chỉ số thông minh được kiểm chứng bằng cách kiểm soát "độ liên quan giữa IQ và thực tế cuộc sống.
| Yếu tố                                    | Độ liên quan |
| ----------------------------------------- | ------------ |
| Học vấn và IQ                             | 0,5          |
| Tổng số năm học tập và IQ                 | 0,55         |
| IQ và điều kiện kinh tế xã hội của cha mẹ | 0,33         |
| Hiệu suất làm việc và IQ                  | 0,54         |
| Những rắc rối trong xã hội và IQ          | -0,2         |
| IQ của những cặp sinh đôi                 | 0,86         |
| IQ của vợ và chồng                        | 0,4          |
| Chiều cao của bố mẹ và đứa trẻ            | 0,47         |

| IQ | <75 | 75–90 | 90–110 | 110–125 | >125  |
| --- | --- | ----- | ------ | ------- | ----- |
| Chiếm tỉ lệ tổng dân số Hoa Kỳ | 5   | 20    | 50     | 20      | 5     |
| Kết hôn trước 30 tuổi | 72  | 81    | 81     | 72      | 67    |
| Không lao động trên 1 tháng mỗi năm (đàn ông) | 22  | 19    | 15     | 14      | 10    |
| Thất nghiệp trên 1 tháng mỗi năm (đàn ông) | 12  | 10    | 7      | 7       | 2     |
| Li dị trong 5 năm | 21  | 22    | 23     | 15      | 9     |
| Bà mẹ có con với IQ thấp hơn bình thường | 39  | 17    | 6      | 7       | < 1   |
| Bà mẹ có con ngoài giá thú | 32  | 17    | 8      | 4       | 2     |
| Sống trong nghèo khó | 30  | 16    | 6      | 3       | 2     |
| Bị án tù chung thân | 7   | 7     | 3      | 1       | < 1   |
| Nhận tiền trợ cấp | 31  | 17    | 8      | 2       | < 1   |
| Không tốt nghệp phổ thông | 55  | 35    | 6      | 0.4     | < 0.4 |
| Đơn vị: %. Số liệu trên được đo ở những người da trắng. Tài liệu của Herrnstein và Murray (1994), trang 171, 158, 163, 174, 230, 180, 132, 194, 247-248, 194, 146) |     |       |        |         |       |

Nghiên cứu cho rằng trí thông minh tổng quát đóng một vai trò rất quan trọng trong cuộc sống. Bên cạnh sự thành công trong trường học, IQ có một vai trò hết sức quan trọng hiệu quả làm việc, thăng tiến, địa vị xã hội và cả tỉ lệ phạm tội, nghèo khó, thất nghiệp, có con ngoài giá thú,... Nghiên cứu gần đây cũng đưa ra những mối liên hệ giữa trí thông minh và sức khỏe, sống thọ, số lượng từ vựng được người đó sử dụng. Mối liên hệ giữa hệ số g và cuộc sống khá rõ ràng trong khi IQ và hạnh phúc thì hầu như không. IQ và hệ số g liên quan rất nhiều với nhau trong trường học, nhưng ít hơn trong nghề nghiệp, trung bình trong thu nhập và có một phần nhỏ đến tình trạng phạm tội.
Trí thông minh tổng quát chính là một tiên đoán gần đúng nhất cho khả năng làm việc của con người. Độ liên quan thể hiện mức độ giống nhau giữa những gì mà họ thể hiện trong bài kiểm tra và trong thực tế (được đo bằng nhiều tiêu chí, trong đó có đánh giá của thủ trưởng, thăng thưởng,...) là một con số từ -1,0 (sai hoàn toàn) đến 1,0 (đúng hoàn toàn). Người ta nhận thấy rằng độ liên quan với những việc chưa từng làm là 0,2 trong khi những việc đã có kinh nghiệm là 0,8.
Một cuộc phân tích lớn (Hunter and Hunter, 1984) trên 32,124 công nhân trên phương diện thông minh tổng quát cho thấy rằng độ liên quan của những người mới vào làm là 0,54, thử việc 0,44, có kinh nghiệm 0,18, phỏng vấn 0,14, tuổi tác -0,01, đang được huấn luyện 0,10. Một bài kiểm tra được thiết kế tốt có thể cho phép các công ty lựa chọn những người có IQ cao. Đó cũng là lý do sau khi xem xét tất cả các ứng viên, người ta thường có phỏng vấn (độ liên quan 0,14) hơn lựa chọn ngẫu nhiên (độ liên quan 0,00).
Tuy nhiên, có những hàng rào luật pháp như quyền con người, như trong năm 1971, tòa án tối cao Hoa Kỳ sau vụ án Griggs và công ty năng lượng Duke đã cấm hoàn toàn việc các công ty Hoa Kỳ dùng những bài kiểm tra thông minh để lựa chọn nhân viên khi kết quả của bài kiểm tra có ảnh hưởng quyết định đến việc người đó có được nhận vào làm hay không. Tuy nhiên, Microsoft rất nổi tiếng trong việc sử dụng những bài kiểm tra trên một cách bất hợp pháp bằng cách kết hợp nó với quá trình phỏng vấn, và đôi khi họ đặt vấn đề thông minh cao hơn cả kinh nghiệm (xem thêm ở và ).
Những nhà khoa học cũng đã lên tiếng "trong kinh tế, sự đo lường trí thông minh đồng nghĩa với sự suy giảm những giá trị đạo đức"(Detterman and Daniel, 1989, xem thêm ở.
Tuy nhiên, một số nghiên cứu về IQ tiếp tục tìm ra những lợi ích của sự thông minh ở một mức độ cao. Khả năng làm việc là một ví dụ, tăng dần theo IQ (Coward và Sackett, 1990). Trong cuộc phân tích hàng trăm đứa trẻ, người ta thấy rằng IQ có một hiệu quả rất lớn lên thu nhập bình quân của gia đình (Murray, 1998).
Một số những nhà nghiên cứu khác đặt một câu hỏi liệu IQ có là nguyên nhân của sự giàu có và sự không đồng đều về kinh tế trong một quốc gia hay không? Câu trả lời là dưới một phần sáu thu nhập bị ảnh hưởng bởi trí thông minh (xem thêm ở). Trong một nghiên cứu gần đây vào năm 2002, người ta còn tìm thấy rằng chủng tộc, của cải, học vấn mới có những vai trò chủ chốt trong việc quyết định tình trạng kinh tế trong tương lai còn IQ là một yếu tố nhỏ và sự di truyền trí thông minh còn đóng một vai trò còn nhỏ hơn thế (xem thêm ở). Nhiều người xem IQ là một biện pháp tình thế của chính phủ các nước nhằm không chấm dứt tình trạng nghèo khổ. Một số khác cho IQ là nguyên nhân của xã hội phong kiến, đối xử bất bình đẳng với phụ nữ. Cũng có ý kiến cho rằng những người có trí thông minh cao thường cho rằng trí thông minh rất quan trọng khiến nhiều người bực mình trong cách cư xử của họ (xem thêm ở).

## Những chỉ trích xung quanh vấn đề IQ
Trong tác phẩm The Mismeasure of Man, giáo sư Stephen Jay Gould cho rằng chỉ số IQ chỉ là một cách phân biệt chủng tộc cao cấp của những nhà khoa học.
Arthur Jensen, giáo sư khoa tâm lý giáo dục, Đại học California tại Berkeley hưởng ứng ý kiến của Gould và có một bài báo mang tên The Debunking of Scientific Fossils and Straw Persons (Vạch trần những luận điểm khoa học cũ kĩ của những người rơm).
Vị giáo sư Howard Gardner tại đại học Harvard chứng minh rằng có 8 loại hình thông minh. Mỗi loại hình đại diện cho khả năng và cách xử lý thông tin của một người trong các lĩnh vực nhất định gồm
- Trí thông minh không gian (Visual-Spatial Intelligence)
- Trí thông minh ngôn ngữ (Linguistic-Verbal Intelligence)
- Trí thông minh logic-toán học (Logical-Mathematical Intelligence)
- Trí thông minh thể chất (Bodily-Kinesthetic Intelligence)
- Trí thông minh âm nhạc (Musical Intelligence)
- Trí thông minh tương tác xã hội (Interpersonal Intelligence)
- Trí thông minh liên cá nhân (Intrapersonal Intelligence)
- Trí thông minh tự nhiên (Naturalistic Intelligence)

Ông gọi phát minh này là "Học thuyết Đa trí tuệ" cho rằng trí thông minh cũng không thể chỉ được đo lường duy nhất qua chỉ số IQ.

## Hiệp hội của những người có IQ cao (High IQ societies)
- Top 5% (1 trên 20; IQ 124 sd15, IQ 126 sd16, IQ 139 sd24): International High IQ Society
- Top 2% (1 trên 50; IQ 130 sd15, IQ 132 sd16, IQ 148 sd24): Encefálica Society Lưu trữ ngày 25 tháng 4 năm 2009 tại Wayback Machine, High Potentials Society, Mensa International, Mysterium Society Lưu trữ ngày 16 tháng 2 năm 2009 tại Wayback Machine
- Top 1% (1 trên 100; IQ 135 sd15, IQ 137 sd16, IQ 156 sd24): Intertel, Top One Percent Society
- Top 0,7% (1 trên 147; IQ 137 sd15): Sunesis Society Lưu trữ ngày 25 tháng 7 năm 2008 tại Wayback Machine(Defunct)
- Top 0,5% (1 trên 200; IQ 139 sd15, IQ 141 sd16, IQ 162 sd24): Colloquy (Society), Poetic Genius Society[29]
- Top 0,37% (1 trên 270; IQ 140 sd15, IQ 142 sd16, IQ 163 sd24): Infinity International Society Lưu trữ ngày 18 tháng 4 năm 2009 tại Wayback Machine, HispanIQ International Society Lưu trữ ngày 3 tháng 4 năm 2009 tại Wayback Machine
- Top 0,3% (3 trên 1 nghìn; IQ 141 sd15, IQ 144 sd16, IQ 166 sd24): Cerebrals Society
- Top 0,2% (1 trên 500; IQ 143 sd15, IQ 146 sd16, IQ 169 sd24): exactiq high IQ society
- Top 0,13% (13 trên 10.000; IQ 145 sd15, IQ 148 sd16, IQ 172 sd24): CIVIQ Society
- Top 0,1% (1 trên 1 nghìn; IQ 146 sd15, IQ 149 sd16, IQ 174 sd24): Glia Society, International High IQ Society Milenija, International Society for Philosophical Enquiry, Iquadrivium Society[29], One-in-a-Thousand Society[29], Triple Nine Society
- Top 0,07% (1 trên 1400, IQ 148 sd15, IQ 151 sd16, IQ 177 sd24): ISI-society Lưu trữ ngày 19 tháng 10 năm 2016 tại Wayback Machine
- Top 0,003% (3 trên 100 nghìn; IQ 160 sd15, IQ 164 sd16, IQ 196 sd24): Homo Universalis high IQ society Lưu trữ ngày 31 tháng 1 năm 2009 tại Wayback Machine, Tetra Society
- Top 0,001% (1 trên 100 nghìn; IQ 164 sd 15, IQ 168 sd 16, IQ 202 sd24): eximia high IQ society Lưu trữ ngày 25 tháng 4 năm 2009 tại Wayback Machine, The Ultranet
- Top 0,0001% (1 trên 1 triệu; IQ 172 sd15, IQ 176 sd16, IQ 214 sd24): Mega Society, GenerIQ Society
- Top 0,0000001% (1 trên 1 tỷ, IQ 190 sd15, IQ 196 sd16, IQ 244 sd24): Nano Society